# Lake Roundabout
Der Lake Roundabout ist ein See im Ashburton District der Region Canterbury auf der Südinsel von Neuseeland.

## Geographie
Der auf einer Höhe von 680 m liegende Lake Roundabout befindet sich zwischen dem Lake Clearwater, rund 2,8 km nordwestlich und dem Lake Emma, rund 410 m südöstlich. Die Harper Range, als nächstliegende Gebirgszug, ist mit 1829 m, als höchster Punkt, rund 1,6 km südsüdwestlich zu finden. Der See, der nicht wirklich rund ist, befindet sich mit einer Flächenausdehnung von 12,4 Hektar auf einer Höhe von 660 m. Der Umfang des Sees beträgt rund 1,59 km. Mit einer Länge von rund 530 m besitzt der See eine Westsüdwest-Ostnordost-Ausrichtung und misst an seiner breitesten Stelle rund 345 m in Nordwest-Südost-Richtung.
Gespeist wird der Lake Roundabout, der an seiner südwestlichen Seite an ein Feuchtgebiet angrenzt, durch einen unbenannten Bach, der die Wässer des weiter westlich liegenden Lake Camp zuträgt. Die Entwässerung des Sees findet an seinem südsüdwestlichen Ende in Richtung Lake Emma statt.